# トニ・ヴァレラ
トニ・サントス・ヴァレラ・モンテイロ（ポルトガル語: Toni Santos Varela Monteiro、1986年6月13日 - ）は、カーボベルデのサッカー選手。カーボベルデ代表。ポジションはMF。

## クラブ歴
エールステ・ディヴィジのRKCヴァールヴァイクでトップチームデビュー。初出場となった試合は2007年8月24日のADOデン・ハーグ戦で、46分からの出場、試合は2-2の引分に終わった。2009年2月26日に2011年6月30日まで契約を更新した。
2011年7月に自由契約でスパルタ・ロッテルダムに移籍。2013年夏に放出されるまでに49試合1得点の結果を残した。
2013年11月にはエールステ・ディヴィジのFCドルトレヒトに移籍しシーズン末までの契約をした。しかし2014年1月に退団。
同月、ギリシャのレヴァディアコスFCに移籍した。
2014年9月5日には1年契約でエールディヴィジのSBVエクセルシオールに移籍。
その後、クウェートのアル・ジャフラSCに移籍。
2016年夏にエアステリーガのSVホルンに移籍。2016-17年シーズン、チームはリーグ最下位でシーズンを終え、3部に降格することになり、トニ・ヴァレラとSVホルンの契約も8月31日で契約解除となった。

## 代表歴
2010年5月24日のポルトガル代表との親善試合でカーボベルデ代表初出場を果たした。この試合で73分にリトとの交代での初出場となった。